# Žličarka
Žličarka (znanstveno ime Platalea leucorodia) je močvirska ptica iz družine ibisov, razširjena v Evraziji in Severni Afriki.

## Opis
Je velika ptica, ki doseže 70–95 cm v dolžino in premer peruti 115–135 cm. Je nezamenljiva z belo operjenostjo in črnimi nogami ter ploščatim kljunom, ki ima na koncu žličasto zadebelitev, na zgornji strani katere je rumena pega. Le na veliki oddaljenosti lahko spominja na večje bele čaplje, vendar za razliko od teh leti z iztegnjenim vratom. Odrasli v svatbenem perju imajo grmičast greben na glavi in rumenkasto oz. oker obarvano bazo vratu (tako kot pelikani) – ta je variabilna, od manjše pege na sprednji strani do polnega »prstana« okrog vratu. Samci so nekoliko večji od samic in dosežejo skoraj 2 kg telesne mase.
Izven gnezditvenega obdobja odrasli nimajo grebena in rumenkaste pege na vratu, mladostni osebki pa poleg tega razlikujejo še po bledo rožnatem kljunu in nogah ter črnih konicah primarnih letalnih peres.
Izven gnezdišč se praktično ne oglaša, z izjemo občasnih nosljatih »fuit, fuit« v letu. Tudi na gnezdih spušča le pridušene godrnjajoče glasove in včasih ob vznemirjenosti tleska s kljunom.

## Ekologija in razširjenost
Prehranjuje se z množico manjših živali, ki jih lovi tako, da kljun potopi v plitvo vodo, brodi po njej in z glavo niha levo–desno. Plen so vodne ličinke žuželk, mehkužci, raki, razni črvi, žabe in manjše ribe, zaužije pa tudi nekaj rastlinskega materiala, kot so alge in deli višjih vodnih rastlin. Preferira sladkovodna mokrišča, priložnostno pa lovi tudi ob morskih obalah ali v somornici kjer so glavni plen rakci in ribe. Gnezdi pri tleh v gostem vodnem rastju ali na nizkih otočkih.
Populacije, ki gnezdijo v Palearktiki, se običajno razmnožujejo zgodaj spomladi in se jeseni odselijo v tropska območja proti jugu, medtem ko tropske populacije začnejo gnezditi ob začetku deževne dobe. Skoraj celotna evropska populacija gnezdi v plitvinah Banc d'Arguin pred obalo Mavretanije, kjer se žličarke pridružijo stalni tamkajšnji populaciji, nekatere pa kraj uporabijo samo za postanek na poti do prezimovališč drugje v podsaharski Afriki. Manjše število evropskih žličark prezimi ob obalah Sredozemlja ali se premakne južno ob Nilu do juga Egipta ali Sudana. V Sloveniji se pojavlja samo na selitvi, največkrat v obalnih mokriščih. Severnoazijske populacije prezimujejo v južni Aziji, v Indiji in na Šrilanki pa nekatere žličarke prebivajo tudi stalno.
Zaradi velikega območja razširjenosti in populacije, ki jo ocenjujejo na do 65.000 odraslih osebkov, ne velja za ogroženo vrsto po merilih Svetovne zveze za varstvo narave. Populacije, ki gnezdijo v Zahodni Evropi, so se v 20. stoletju močno skrčile zaradi izsuševanja mokrišč in onesnaževanja, v zadnjih desetletjih pa se kažejo znaki izboljšanja stanja.

## Taksonomija
Vrsto je formalno opisal pionir sodobne taksonomije Carl Linnaeus v 10. izdaji svojega dela Systema naturae s tipsko lokaliteto »Evropa«, ki jo je v kasnejšem delu Fauna Suecica (1761) omejil na Švedsko. Rodovno ime Platalea ji je dodelil po latinskem pridevniku v pomenu »širok«, kar se nanaša na obliko kljuna, vrstni pridevek leucorodia pa je po grški besedi leukerodios, s katero so stari Grki poimenovali žličarko, skovanki iz leukos – »bel« in erodios – »čaplja«. Med najbližje sorodnimi vrstami je kraljeva žličarka (P. regia), ki je po nekaterih starejših virih ista vrsta.
Prepoznane so tri podvrste:
- Platalea leucorodia leucorodia: večina območja razširjenosti
- Platalea leucorodia balsaci: stalna populacija v Banc d’Arguin, Mavretanija
- Platalea leucorodia archeri: stalna populacija ob obalah Rdečega morja in Somalije

Predstavniki podvrst P. l. balsaci in P. l. archeri so nekoliko manjši, pri podvrsti P. l. balsaci tudi nimajo rumene obarvanosti kljuna in baze vratu.